# Уве Льош
Уве Льош (нім. Uwe Loesch, народився 23 січня 1943 року в Дрездені) — німецький графічний дизайнер і професор університету. Вважається одним із провідних міжнародних плакатистів.

## Життя і творчість
З 1964 по 1968 роки Уве Льош вивчав в Дюссельдорфі графічний дизайн у Вищій школі мистецтв Петер-Беренса (нині — Дюссельдорфський університет прикладних наук). Після навчання почав працювати незалежним художником-оформлювачем і заснував власну студію в Дюссельдорфі у 1968 році. Працював копірайтером у видавництвах, промислових компаніях, а згодом все частіше в соціальних та культурних установах. Серед його клієнтів були музеї, фестивалі, ярмарки та виставки, постійними клієнтами були театр "Ком(м)одхен" (Kom(m)ödchen) у Дюссельдорфі та музей "Клінгспор" (Klingspor) в Оффенбаху-на-Майні. З 1984 року багато його робіт знаходяться в колекції Музею сучасного мистецтва в Нью-Йорку.
У 1985 році став професором комунікаційного дизайну в Університеті прикладних наук Дюссельдорфа, а з 1990 року — професором комунікаційного дизайну в Університеті Вупперталя, змінивши на цій посаді Віллі Флекгауза. Окрім дизайну плакатів, його робота зосереджена на розробці концепцій, текстів та корпоративного дизайну для клієнтів з культурного та бізнес-секторів. Льош закінчив свою роботу викладачем у Вуппертальському університеті у 2008 році.
Уве Льош отримав численні міжнародні нагороди. Льош є членом Alliance Graphique Internationale (AGI) та Клубу арт-директорів Німеччини (ADC). Він живе і працює в Дюссельдорфі.
У 2009 році був удостоєний премії Гутенберга міста Лейпциг. У 2013 році отримав премію Федеративної Республіки Німеччина в галузі дизайну за роботу всього свого життя.
Роботи Уве Льоша представлені в усіх великих музеях і колекціях по всьому світу, в тому числі в Музеї сучасного мистецтва в Нью-Йорку, Музеї Ізраїлю в Єрусалимі, Музеї реклами в Парижі, Бібліотеці Конгресу США у Вашингтоні та Бібліотеці образотворчих мистецтв Фонду культурної спадщини Пруссії в Берліні.

## Виставки
• 1991: Місце, час і точка: плакати Уве Льоша. Музей мистецтв і ремесел, Франкфурт-на-Майні
• 1994: Плакати Уве Льоша. Музей Ізраїлю, Єрусалим
• 1997: Проміжок часу, календар і календар Уве Льоша. Музей мистецтв і ремесел Франкфурт-на-Майні
• 1998: Мистецтво, Мистецтво: Хрест. Від знака до значка. Музей мистецтв і ремесел Франкфурт-на-Майні
• 2000: A dios, 2000 – Бог на картині = A dios, 2000 – Бог на картині. Музей прикладного мистецтва, Франкфурт-на-Майні
• 2004: Уве Льош Поліс – мистецтво політичного плакату. Веймарська художня галерея, Веймар
• 2006: Уве Льош: Плакати. Китайська академія мистецтв, Ханчжоу (Китай)
• 2010: Крапка. Дизайн плаката Уве Льоша. Музей німецького плакату в музеї Фолькванг, Ессен
• У квітні 2011 року Уве Льош брав участь в Міжнародній плакатній акції 25-ти видатних дизайнерів світу під девізом «25 х 25», яка проходила в Україні на заході з відзначення 25-ї річниці Чорнобильської трагедії за підтримки Національної академії мистецтв України. Одна з експозицій заходу була влаштована у великій виставковій залі Інституту проблем сучасного мистецтва НАМ України.
• 2016: Плакат Уве Льоша. Національний музей в Познані, Познань (Польща)
• 2021: 0, нічого. Музей Клінгспора, Оффенбах

## Публікації
• Тим не менше – плакати. Герман Шмідт, Майнц 1997, ISBN 978-3-87439-425-3 .
• Навхрест. Від знака до значка. Герман Шмідт, Майнц 1998, ISBN 978-3-87439-467-3 .
• ggg books 55. графічна галерея ginza, Токіо 2002
• Уве Льош та студенти. China Youth Press, Пекін 2004, ISBN 7-5006-5665-3 .

## Веб-посилання
• Література Уве Льоша та про нього в каталозі Німецької національної бібліотеки
• Персональний сайт
• Плакати Уве Льоша в Музеї дизайну в Цюріху